# Leo Jogiches
Leo Jogiches, noto anche con lo pseudonimo di Jan Tyszka (Vilnius, 17 luglio 1867 – Berlino, 10 marzo 1919), è stato un politico, marxista rivoluzionario lituano, di origini ebraiche.

## Biografia
Nacque a Vilnius, contemporaneo di Feliks Ėdmundovič Dzeržinskij. Ben poco si sa dei suoi anni giovanili, a causa della sua abitudine alla segretezza acquisita negli anni di attività cospirativa. Si unì a un circolo di operai socialdemocratici prima di essere costretto all'esilio. Nel 1893 collaborò alla fondazione della Socialdemocrazia del Regno di Polonia (SDKP, poi SDKPiL) insieme a Rosa Luxemburg. Jogiches e Luxemburg si innamorarono l'uno dell'altra e il loro amore durò tutta la loro vita, attraversando molteplici difficoltà, anche se non furono mai una vera e propria coppia. Non è facile distinguere l'opera dei due: in linea di massima, Jogiches era l'organizzatore, Luxemburg la teorica.
Partecipò alla rivoluzione russa del 1905, fu arrestato a Varsavia nel 1906 e condannato a 8 anni di lavori forzati. Riuscì ad evadere e trovò riparo in Germania, continuando a dirigere dall'estero il partito socialdemocratico polacco. Nel 1914 fu tra coloro che si opposero al deflagrare della prima guerra mondiale: svolse propaganda antimilitarista e per questo motivo fu costretto a passare in clandestinità.
Jogiches fu un membro fondatore della Lega di Spartaco, un'organizzazione della sinistra rivoluzionaria del Partito Socialdemocratico di Germania: essa fu costituita all'inizio della prima guerra mondiale da Karl Liebknecht, Rosa Luxemburg, Franz Mehring e altri. Il 1º gennaio 1919 la Lega si trasformò nel Partito Comunista di Germania (KPD).
La Lega di Spartaco fu alla testa della rivolta spartachista del gennaio 1919, che fallì dopo che Luxemburg e Liebknecht furono assassinati dalle truppe governative. Jogiches fu ucciso a Berlino mentre cercava di indagare sull'omicidio di Luxemburg e Liebknecht.